# Eric Stewart

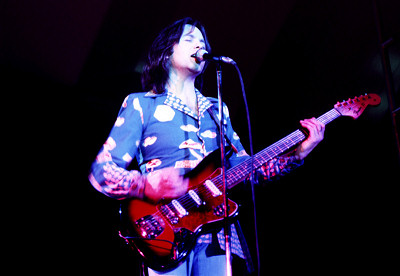
Eric Stewart 28. März 1976 in Oslo

Eric Michael Stewart (* 20. Januar 1945 in Droylsden, Greater Manchester) ist ein britischer Rocksänger, Gitarrist und Songwriter.
Er war Mitglied von 10cc und arbeitete während seiner Karriere unter anderem mit Wayne Fontana and the Mindbenders, Ramases, Hotlegs, Paul McCartney, Agnetha Fältskog, Alan Parsons und Eric Woolfson zusammen.
Eric Stewart war der erste nach John Lennon, mit dem Ex-Beatle Paul McCartney eine Songwriter-Partnerschaft auf Augenhöhe einging (im Gegensatz zu den zeitweiligen Co-Autoren Linda McCartney und Denny Laine). So sind auf dem McCartney-Album Press to Play (1986) insgesamt sechs Stücke des Komponistenduos McCartney/Stewart zu finden. Gemeinsam mit Gouldmann steuerten sie noch den Song Don’t Break the Promises auf dem 10cc-Reunion-Album Meanwhile (1992) bei.

## Diskografie
Album
- 1980: Girls
- 1982: Frooty Rooties

Singles
- 1980: Girls
- 1980: Warm, Warm, Warm[1]